# Taylor Hall
Taylor Strba Hall (* 14. November 1991 in Calgary, Alberta) ist ein kanadischer Eishockeyspieler, der seit Januar 2025 bei den Carolina Hurricanes in der National Hockey League unter Vertrag steht. Der linke Flügelstürmer wurde im NHL Entry Draft 2010 an erster Gesamtposition von den Edmonton Oilers ausgewählt und war für das Team in der Folge sechs Jahre aktiv. Anschließend wechselte er zu den New Jersey Devils, in deren Diensten er im Jahre 2018 mit der Hart Memorial Trophy als wertvollster Spieler der NHL geehrt wurde. Im weiteren Verlauf war seine NHL-Karriere von steten Wechseln geprägt. Mit der kanadischen Nationalmannschaft gewann er jeweils die Goldmedaille bei den Weltmeisterschaften 2015 und 2016.

## Karriere

### Jugend
Taylor Hall wurde im OHL Priority Selection Draft 2007 in der ersten Runde an zweiter Position von den Windsor Spitfires ausgewählt. In seiner Rookiesaison mit dem Team im Spieljahr 2007/08 absolvierte er insgesamt 68 Spiele und erreichte 89 Punkte. Seine 45 Treffer waren die meisten eines Rookies seit 16 Jahren. Folglich wurde er mit dem Emms Family Award als bester Rookie des Jahres ausgezeichnet und auch ins All-Rookie Team berufen. Gekrönt wurde die Spielzeit mit der Auszeichnung zum CHL Rookie of the Year. Auch in seiner zweiten Saison in Windsor agierte der Angriffsspieler als einer der Schlüsselspieler des Teams und zählte zum Stammpersonal. Er konnte seine Punkteausbeute verbessern und fiel vor allem in den Play-offs positiv in Erscheinung. Aufgrund seiner überzeugenden Leistungen wurde er als wertvollster Spieler der Endrunde ausgezeichnet und erhielt den Wayne Gretzky 99 Award. Im letzten OHL-Finalspiel erzielte er gegen die Brampton Battalion das Siegtor für sein Team, die somit den J. Ross Robertson Cup errangen. Im Jahr 2009 gewann er mit Windsor außerdem auch den Memorial Cup, deren wertvollster Spieler Hall war. In der Saison 2009/10 gelang es ihm abermals seine Punkteausbeute zu steigern und mit dem Team jeweils den zweiten J. Ross Robertson Cup und Memorial Cup in Folge zu gewinnen. Hall wurde im Memorial Cup erneut mit der Stafford Smythe Memorial Trophy ausgezeichnet und erhielt zusätzlich die Ed Chynoweth Trophy als Topscorer. Bereits in der OHL-Saison hatte er sich mit Tyler Seguin die Eddie Powers Memorial Trophy als Topscorer mit 106 Punkten geteilt.

### Edmonton Oilers

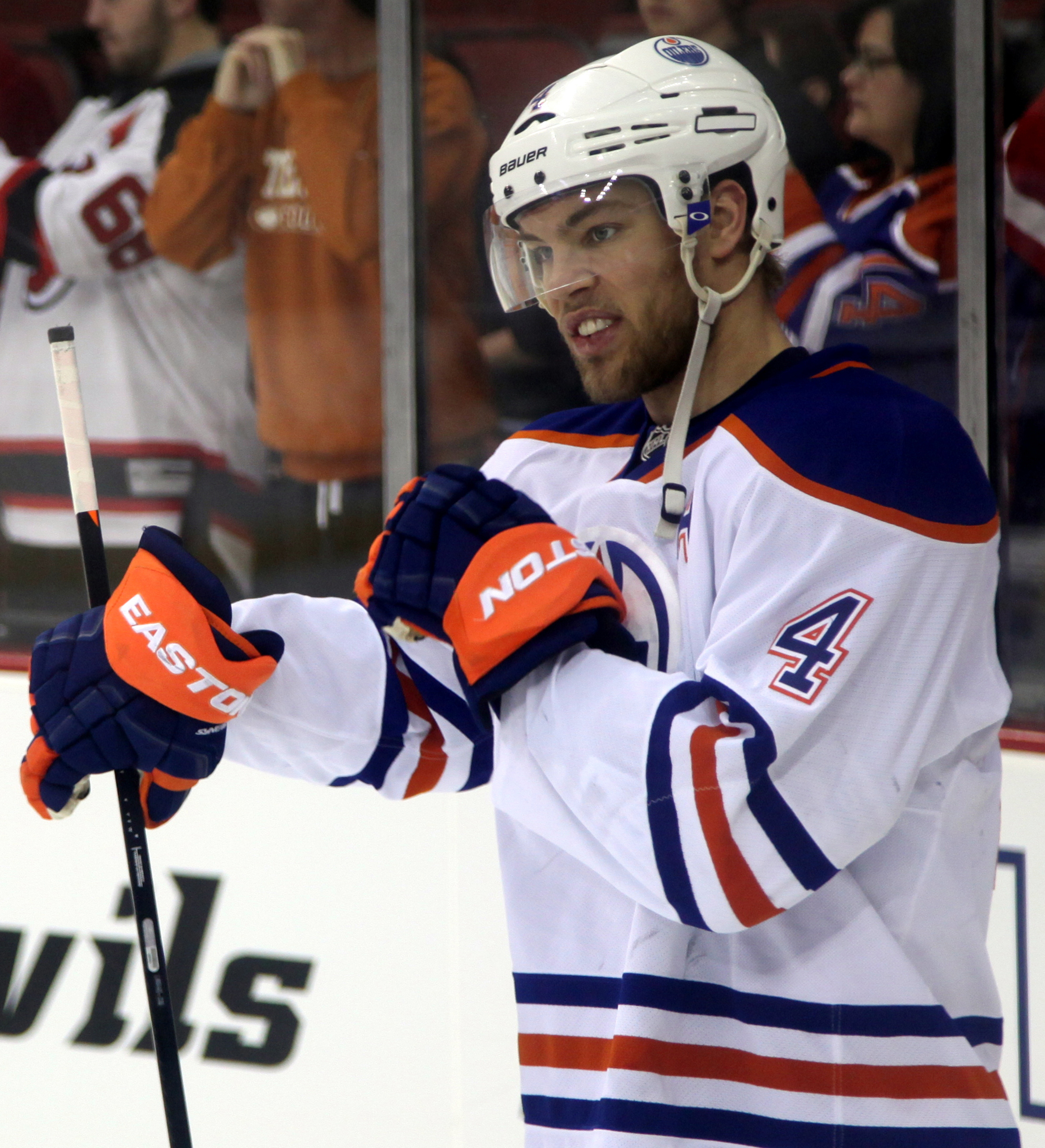
Hall im Trikot der Oilers (2014).

Nach diesen ansprechenden Leistungen wurde er von dem NHL Central Scouting Service und International Scouting Service für den NHL Entry Draft 2010 hinter Tyler Seguin auf dem zweiten Rang der Feldspieler Nordamerikas eingestuft. Bei der am 25. Juni 2010 erfolgten Talentziehung wurde er schließlich als Gesamterster von den Edmonton Oilers ausgewählt. Am 5. Juli 2010 unterzeichnete er bei den Oilers ein Dreijahresvertrag zu den Maximalkonditionen für einen Rookie. Zur Saison 2010/11 gelang ihm der sofortige Sprung in den NHL-Kader der Edmonton Oilers und er debütierte am 7. Oktober 2010 in der Begegnung gegen die Calgary Flames. Für das NHL All-Star Game 2011 wurde er als einer von zwölf Rookies nominiert, die am Honda NHL SuperSkills teilnahmen. Am 19. Februar 2011 erzielte Hall gegen die Atlanta Thrashers seinen ersten Hattrick in der National Hockey League und traf dreimal im Powerplay. Am 3. März 2011 gelang ihm sein erster Gordie Howe Hattrick, als der Stürmer im Spiel gegen die Columbus Blue Jackets ein Tor und einen Assist erzielte sowie sich einen Kampf mit Derek Dorsett lieferte. Bei diesem Kampf zog sich Hall eine Knöchelverletzung zu, die für ihn das Saisonende zur Folge hatte.

### Stete Wechsel in der NHL
Im Juni 2016 gaben ihn die Oilers an die New Jersey Devils ab und erhielten im Gegenzug Adam Larsson, ein Transfer, der sowohl zu diesem Zeitpunkt als auch retrospektiv als stark einseitig zugunsten der Devils eingeschätzt wurde. Dies insbesondere, da Hall seine persönliche Statistik in der Saison 2017/18 deutlich auf 93 Scorerpunkte steigerte und damit seine bisher beste Leistung seiner Karriere erzielte. Zudem hatte er als bester Scorer der Devils maßgeblichen Anteil daran, dass New Jersey erstmals seit sechs Jahren die Playoffs erreichte. Am Saisonende wurde er zum ersten Akteur der Devils, der die Hart Memorial Trophy als wertvollster Spieler der Liga erhielt, während man ihn zudem ins NHL First All-Star Team wählte.
Von der Folgesaison 2018/19 verpasste Hall große Teile aufgrund einer Knieverletzung, ehe die Devils den sportlichen Negativtrend des Vorjahres mit Beginn der Spielzeit 2019/20 fortsetzten und bei ausbleibendem Erfolg Cheftrainer John Hynes entließen. In Summe führte dies dazu, dass eine Verlängerung seines im Sommer 2020 auslaufenden Vertrages in New Jersey seitens Hall zunehmend unwahrscheinlich wurde und sich Gerüchte über einen bevorstehenden Transfer etablierten. Diese bestätigten sich Mitte Dezember 2019, als er samt Blake Speers an die Arizona Coyotes abgegeben wurde. Im Gegenzug erhielten die Devils die Nachwuchsspieler Nick Merkley, Nate Schnarr und Kevin Bahl, ein konditionales Erstrunden-Wahlrecht für den NHL Entry Draft 2020 sowie ein ebenso konditionales Drittrunden-Wahlrecht für den NHL Entry Draft 2021. Das Erstrunden-Wahlrecht war lottery protected, sodass es sich automatisch um ein Jahr nach hinten verschiebt, falls es durch die Draft-Lotterie unter die ersten drei Positionen fällt – dies geschah nicht. Die Bedingungen für das Drittrunden-Wahlrecht waren, dass die Coyotes in den Playoffs 2020 mindestens eine Runde gewinnen und dass Hall im Sommer 2020 einen neuen Vertrag in Arizona unterzeichnet. Erfüllt sich eines davon, wird aus dem Pick ein Wahlrecht für die zweite Runde, erfüllen sich beide Bedingungen, wird aus dem Drittrunden- gar ein Erstrunden-Wahlrecht. Letztlich trat keine der beiden Bedingungen ein. Außerdem übernahmen die Devils weiterhin die Hälfte von Halls Gehalt.
Nach der Spielzeit 2019/20 wurde Halls auslaufender Vertrag in Arizona nicht verlängert, sodass er sich im Oktober 2020 als Free Agent den Buffalo Sabres anschloss. Dort unterzeichnete er vorerst nur einen Einjahresvertrag, der ihm ein Gehalt von acht Millionen US-Dollar einbringen soll. Für das Team verlief die Saison in der Folge sportlich enttäuschend, sodass er kurz vor der Trade Deadline im April 2021 samt Curtis Lazar an die Boston Bruins abgegeben wurde. Im Gegenzug erhielten die Sabres, die weiterhin die Hälfte von Halls Gehalt übernahmen, Anders Bjork sowie ein Zweitrunden-Wahlrecht für den NHL Entry Draft 2021. In Boston wiederum unterzeichnete Hall im Juli 2021 einen neuen Vierjahresvertrag mit einem Gesamtvolumen von 24 Millionen US-Dollar.
Im Juni 2023 jedoch wurde er samt Nick Foligno an die Chicago Blackhawks abgegeben, während im Gegenzug Alec Regula und Ian Mitchell nach Boston wechselten. Dieses Tauschgeschäft wurde vor allem vor dem Hintergrund des Salary Caps gesehen, da Boston somit seine sechs Millionen US-Dollar Jahresgehalt einsparte, während alle drei anderen beteiligten Spieler wenige Tage zu Free Agents werden könnten. Bei den Blackhawks verpasste Hall den Großteil der Saison 2023/24 aufgrund einer Knieverletzung.
Im Januar 2025 wurde Hall im Rahmen eines größeren Tauschgeschäft zwischen drei Teams – den Blackhawks, der Colorado Avalanche und den Carolina Hurricanes – an die Hurricanes abgegeben. Mit ihm wechselten Mikko Rantanen und die Rechte an Nils Juntorp nach Carolina, wobei die Blackhawks weiterhin die Hälfte von Rantanens Gehalt übernahmen. Chicago erhielt dafür ein Drittrunden-Wahlrecht im NHL Entry Draft 2025 von Carolina. Nach Colorado wechselten derweil Martin Nečas, Jack Drury, ein Zweitrunden-Wahlrecht im Draft 2025 sowie ein Viertrunden-Wahlrecht im NHL Entry Draft 2026.

### International
Auf internationaler Ebene spielte Hall erstmals bei der World U-17 Hockey Challenge zum Jahreswechsel 2007/08. Als Mitglied des Teams der Provinz Ontario gewann er die Goldmedaille.
Nur vier Monate später lief der linke Flügelstürmer bei der U18-Junioren Weltmeisterschaft 2008 auf. Dort spielte er erstmals für sein Heimatland. Zum abermaligen Gewinn der Goldmedaille steuerte Hall neun Punkte in sieben Spielen bei. Schließlich konnte er im August des gleichen Jahres auch beim prestigeträchtigen Ivan Hlinka Memorial Tournament 2008 Gold erringen. Nachdem Hall für die U20-Junioren-Weltmeisterschaft 2009 nicht berücksichtigt worden war, nahm er 2010 erstmals am Turnier teil. Er konnte in sechs Spielen jeweils sechs Tore und Vorlagen verbuchen, womit er drittbester Scorer des Wettbewerbs war. Nach einer Finalniederlage gegen die Vereinigten Staaten mussten sich die Kanadier erstmals seit 2004 mit der Silbermedaille begnügen.
Nachdem er die Senioren-Nationalmannschaft bereits 2013 bei der Weltmeisterschaft vertreten hatte, gewann er bei der WM 2015 mit dem Team die Goldmedaille und wiederholte diesen Erfolg im Jahr darauf.

## Erfolge und Auszeichnungen
| - 2008 Emms Family Award - 2008 OHL All-Rookie Team - 2008 CHL Rookie of the Year - 2009 J.-Ross-Robertson-Cup-Gewinn mit den Windsor Spitfires - 2009 Wayne Gretzky 99 Award - 2009 OHL First All-Star Team - 2009 Memorial-Cup-Gewinn mit den Windsor Spitfires - 2009 Stafford Smythe Memorial Trophy - 2009 Memorial Cup All-Star Team - 2010 Teilnahme am CHL Top Prospects Game - 2010 J.-Ross-Robertson-Cup-Gewinn mit den Windsor Spitfires - 2010 Eddie Powers Memorial Trophy (gemeinsam mit Tyler Seguin) | - 2010 OHL First All-Star Team - 2010 Memorial-Cup-Gewinn mit den Windsor Spitfires - 2010 Stafford Smythe Memorial Trophy - 2010 Ed Chynoweth Trophy - 2010 Memorial Cup All-Star Team - 2011 Teilnahme an der NHL All-Star Game SuperSkills Competition - 2016 Teilnahme am NHL All-Star Game - 2017 Teilnahme am NHL All-Star Game - 2018 Teilnahme am NHL All-Star Game (verletzungsbedingte Absage) - 2018 Hart Memorial Trophy - 2018 NHL First All-Star Team - 2019 Teilnahme am NHL All-Star Game (verletzungsbedingte Absage) |

### International
| - 2008 Goldmedaille bei der World U-17 Hockey Challenge - 2008 Goldmedaille bei der U18-Junioren-Weltmeisterschaft - 2008 Goldmedaille beim Ivan Hlinka Memorial Tournament - 2010 Silbermedaille bei der U20-Junioren-Weltmeisterschaft | - 2015 Goldmedaille bei der Weltmeisterschaft - 2015 All-Star-Team der Weltmeisterschaft - 2016 Goldmedaille bei der Weltmeisterschaft |

## Karrierestatistik

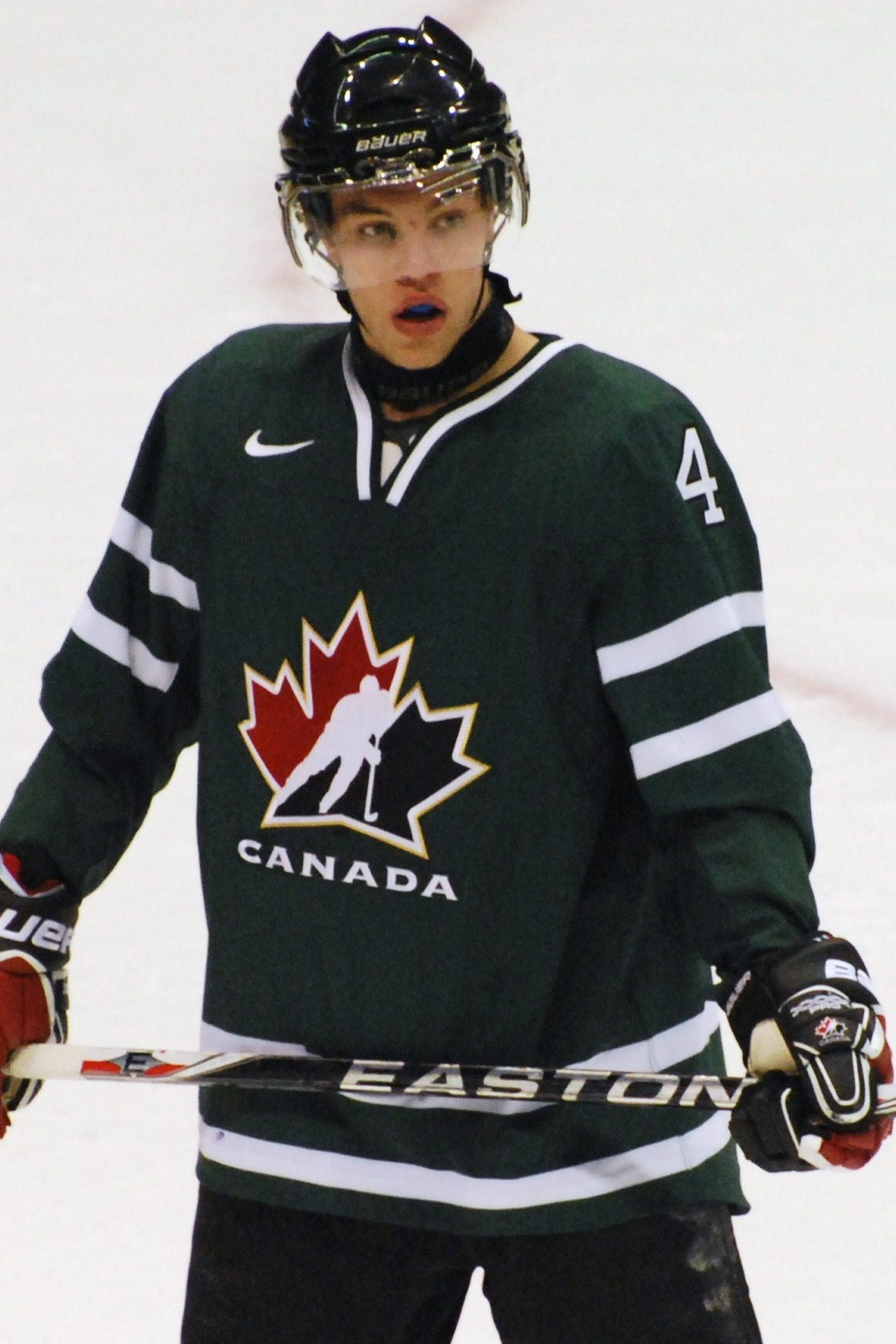
Hall im Trikot der kanadischen Nationalmannschaft

Stand: Ende der Saison 2024/25

### International
Vertrat Kanada bei:
| - World U-17 Hockey Challenge 2008 - U18-Junioren-Weltmeisterschaft 2008 - Ivan Hlinka Memorial Tournament 2008 - U20-Junioren-Weltmeisterschaft 2010 | - Weltmeisterschaft 2013 - Weltmeisterschaft 2015 - Weltmeisterschaft 2016 |

(Legende zur Spielerstatistik: Sp oder GP = absolvierte Spiele; T oder G = erzielte Tore; V oder A = erzielte Assists; Pkt oder Pts = erzielte Scorerpunkte; SM oder PIM = erhaltene Strafminuten; +/− = Plus/Minus-Bilanz; PP = erzielte Überzahltore; SH = erzielte Unterzahltore; GW = erzielte Siegtore; 1 Play-downs/Relegation; Kursiv: Statistik nicht vollständig)